# Vicent Almela Artíguez
Vicent Almela Artíguez nom de ploma: Vicent Almela; (La Vall d'Uixó, 1981) és un escriptor valencià resident a Barcelona, on treballa de mestre d'educació especial. Diplomat com a Mestre de Primària per la Universitat Jaume I, com a escriptor ha treballat els generes de la poesia i els contes; així, va publicar dins d'obres col·lectives els poemaris Vespre d'esperança (Edicions 96, 2003), Sinó l'absència (Editorial Fonoll, 2003), Solstici d'estiu, joves poetes de la Mediterrània —on van ser inclosos deu dels seus poemes— (Fundació Aca, 2009) i, l'any 2003, amb el seu llibre Llum de somni (Viena Edicions, 2004) va guanyar el Premi de Poesia Martí Dot. També el vertigen (Viena Edicions, 2016) ha estat guardonat amb el premi Betúlia de poesia Memorial Carme Guasch de Badalona.
Pel que fa al seu vessant com escriptor de contes cal destacar La vida dolça —publicat dins el volum Deu anys de contes (Perifèric Edicions, 2006)— o Llimbs —dins De com la senyoreta M va fugir d'un quadre de Waterhouse i altres contes (Cossetània, 2006)— d'entre els que ha publicat arreu del territori de parla catalana.

## Premis literaris
- Martí Dot de Sant Feliu de Llobregat, 2003, per Llum de somni.
- Maig de narrativa breu, 2003, per La vida dolça.
- Sant Vicent del Raspeig de narrativa, 2004, per Silenci d'àngel.
- Caldes de Malavella de microliteratura, 2005, per Estranyesa.
- Enric Valor de narrativa, de l'Alcúdia de Crespins, 2005, per Mel.
- La Nau, de microrelats, millor autor valencià, 2009, per Educació viària.[1]
- Betúlia de poesia Memorial Carme Guasch, de Badalona, 2016, per També el vertigen.